# Electricidad de Misiones
Electricidad de Misiones S.A. (EMSA) es la empresa que ha tenido a su cargo la compra y generación de energía eléctrica, su transporte en bloque a través de las líneas de alta tensión del Sistema Interconectado Provincial y el servicio de distribución a usuarios finales para aproximadamente el 62 % de la demanda provincial. Nueve cooperativas locales tienen la responsabilidad de la distribución en algunos departamentos de la provincia, cubriendo cerca del 38 % restante de la demanda eléctrica.